# Azorella monantha
Azorella monantha är en flockblommig växtart som beskrevs av Dominique Clos. Azorella monantha ingår i släktet Azorella och familjen flockblommiga växter. Inga underarter finns listade i Catalogue of Life.

## Bildgalleri

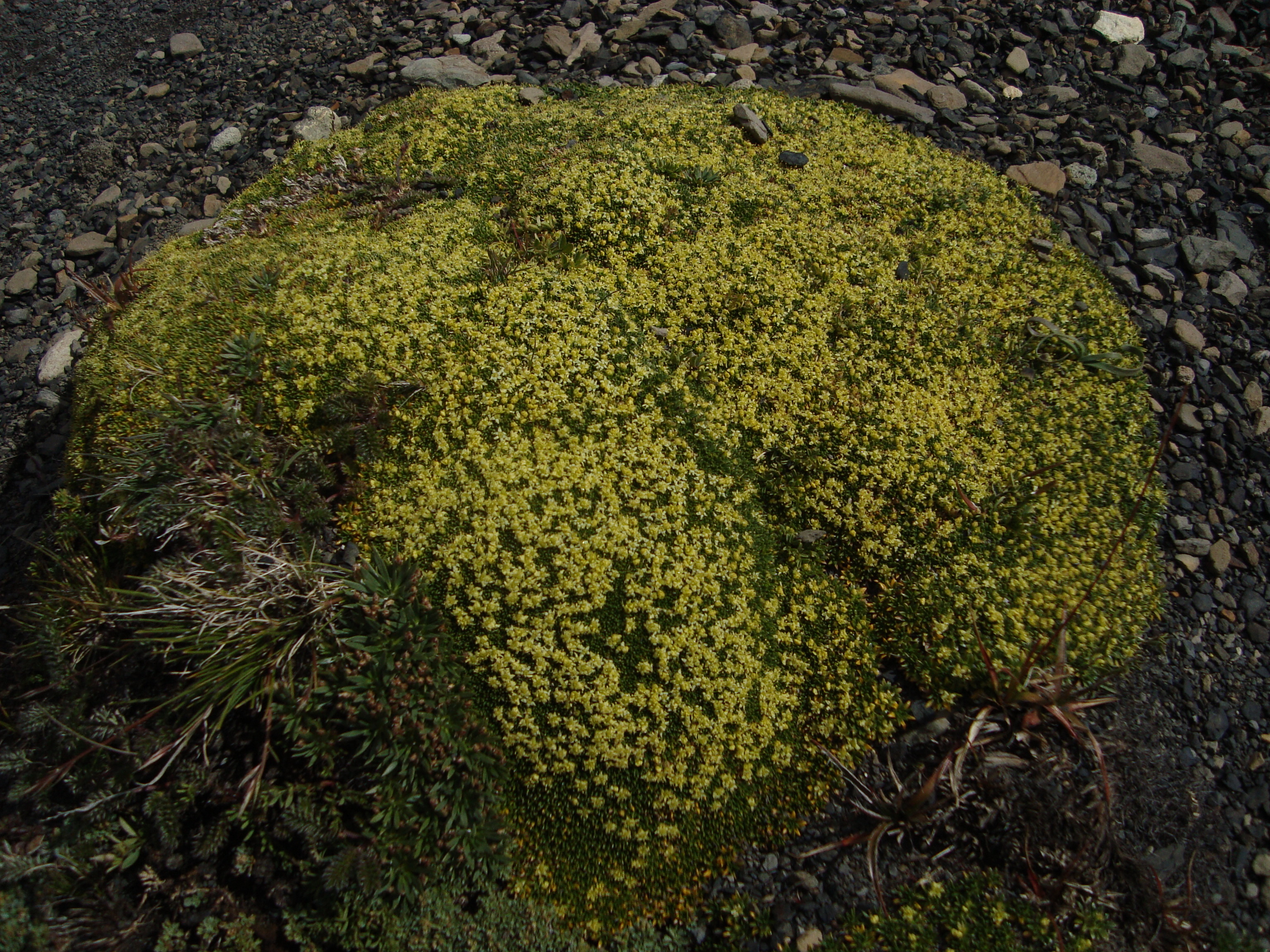